# 청송 만취정
만취정은 대한민국 경상북도 청송군 청송읍 청운리에 있는 정자이다. 2014년 3월 6일 청송군의 문화유산 제21호로 지정되었다.

## 개요
만취정 황학을 기리기 위해 후손들이 1902년 건립한 정자이다.